# Випо – приключенията на летящото куче
„Випо – приключенията на летящото куче“ е първият сезон на 3D анимационен сериал създаден през 2007 г. Епизодите са преведени на 37 езика, включително и на български. Излъчван е по българските телевизии „Super7“ и БНТ.
Главен персонаж в сериала е кученце на име Випо, което може да лети с помощта на огромните си уши. Заедно със своите двама най-добри приятели напускат измислената страна Виполандия, за да опознаят реалния свят. Във всеки епизод от шоуто са представени културата и историята на някоя държава или известен град.
Телевизионният сериал дава поредица от мърчандайзинг, като се почне от хранителни продукти до играчки за деца.

## Сюжет
Випо е малко куче с необикновено дълги уши, чрез които се научава да лети. То живее заедно със своите най-добри приятели – щъркела Хенри и плюшената играчка котката Бети – в малко селце в измислената страна Виполандия. Тримата другари напускат родината си, за да видят реалния свят. Те се втурват в забавно околосветско пътешествие, срещайки се с различни приятели, които във всеки отделен епизод ги въвеждат в културата на родната им държавата или града. В края на приключението Випо се завръща със спътници си във Виполандия, където отпразнува своя рожден ден, заедно с родителите си и всички приятели, с които се е запознал при пътуването.

## Персонажи
- Випо – летящо куче.
- Бети – плюшена котка-играчка.
- Хенри – щъркел.
- Били – бик.
- Доктор Тимли – морско свинче.
- Игор – тигър.
- Неси – Чудовището от Лох Нес.
- Винсънт Ван Фокс – лисица.
- Яо – китайска маймуна.
- Йоши – мишка.
- Конго  – подла горила, опитваща се да командва всички.
- Снифълс  – добър гог, помагащ на Випо.
- Рамзес  – скарабей от Египет. Той мисли Бети за богиния, защото е котка.
- Дон Леоне  – самовлюбен гълъб.

## „Випо – приключенията на летящото куче“ в България
Сериалът е излъчван по телевизия „Super7“. Дублажът е на Графити студио. През 2010 г. шоуто е част от програмата „Лека нощ, деца“ по БНТ. Дублажът е същия.
| Длъжност            | Лица                                                           |
| ------------------- | -------------------------------------------------------------- |
| Преводач            | Александър Владовски                                           |
| Озвучаващи артисти  | Светлана Смолева Даниела Йорданова Кирил Бояджиев Христо Бонин |
| Тонрежисьор         | Александър Захариев                                            |
| Режисьор на дублажа | Петя Силянова                                                  |